# Eurytoma butcheri
Eurytoma butcheri är en stekelart som först beskrevs av Burks 1969.  Eurytoma butcheri ingår i släktet Eurytoma och familjen kragglanssteklar. Inga underarter finns listade i Catalogue of Life.